# Világi Vanessa
Világi Vanessa (Pécs, 1995. szeptember 22. –) magyar színésznő.
A Pécsi Művészeti Gimnázium dráma tagozatán érettségizett, ezután nyert felvételt Budapestre, a Gór Nagy Mária Színitanodába Archiválva 2020. január 9-i dátummal a Wayback Machine-ben. 2017-ben szerzett színész végzettséget. Ezt követően Szurdi Miklós rendező, színházigazgató hívására a Muharay Színház  állandó társulati tagja lett.  2017-ben az Eleanore Lindo rendezte Ransom (Váltságdíj) c. kanadai-francia akciófilm sorozatban Luisa epizódszerepében Brandon Jay McLaren kanadai színész oldalán játszott. Rendszeresen dolgozik több szinkronstúdióban. Egyik jelentős szinkronszerepe a Noob Csapat (Noobees) című argentin filmsorozatban Norah, Camila Pabón magyar hangjaként. Közreműködött Szekér Gergő "Madár Repülj" című videoklipjében. 2019 szeptemberétől a Jóban Rosszban című televíziós sorozatban Dr. Katona Petra rezidens orvos alakítója.

## Filmszerepek
- 2019–2022 Jóban Rosszban - (Dr. Katona Petra rezidens orvos)[6]
- 2019 Jófiúk (Ápolónő)[7]
- 2018 Ransom - Váltságdíj (Luisa)[8]

## Szinkronszerepek
- Noob csapat - Noobees (Norah - Camila Pabón)
- Green család a nagyvárosban - Big City Greens
- Ransom - Váltságdíj (Luisa)[9]

## Színházi szerepei
- 2019-2020  Jevgenyíj Svarc: Hétköznapi csoda (Emília)[10]
- 2019           Paul Foster, John Braden: Színezüst csehó western musical - Silver Queen Saloon (Madame Lagalou)[11]
- 2019           Táncdalfesztivál (Énekes előadó)
- 2018-2020  Carlo Goldoni: A chioggiai csetepaté (Libera)[12]
- 2018-2019  Musical gála (Énekes előadó)
- 2018-2020  Lázár Ervin: A Négyszögletű Kerek Erdő (Nagy Zoárd)[13]
- 2018           Heltai Jenő: A tündérlaki lányok (Boriska)[14]
- 2017           Békeffi-Vadnai Márkus: Tisztelt ház (Kisasszony)[15]
- 2013           Háy János: Original lager[16]